# 早安少女組。
早安少女組。（日語：モーニング娘。）於1997年組成，為日本演藝經紀公司Up-Front Agency的女子偶像品牌Hello! Project旗下的首要團體。現在有11個成員，單曲主打歌詞曲自出道以來皆由團體創建者淳君一手包辦，其中最暢銷的是1999年發行的《LOVE MACHINE》，累計銷量超過164萬張。
已畢業的成員會被稱為「早安少女組。OG」，OG成員曾集結再展開活動，例如2007年組成的「早安少女組。誕生10年紀念隊」與2011年組成的「夢幻早安少女組。」。
自2014年開始，原始團名後會再加註西元年分，故於2025年一整年期間就是會以「早安少女组。'25」的名義進行活動。

## 歷史

### 組成背景
1997年9月7日，當時射亂Q隊長、音樂製作人淳君（つんく）想透過東京電視台綜藝節目《五花八門淺草橋》（ASAYAN）找尋一名女性搖滾歌手加入射亂Q，便發起了一個名為「射亂Q搖滾女主唱選拔賽」（シャ乱Qロックヴォーカリストオーディション）的活動。結果優勝者是平家充代，其後成為Hello! Project旗下的女歌手。
於選拔賽結束後淳君決定將該選拔賽的五名落選參與者——中澤裕子、石黑彩、飯田圭織、安倍夏美及福田明日香組成女性歌手團體。在正式出道前，淳君要求以考驗的方式來決定幾位落選者是否有再次出道的機會；因此規定她們必須在 5 日內輪流於包括名古屋球場在內、 5 個不同城市中的指定地點，以試賣方式銷售出 5 萬張單曲唱片《愛的種子》（愛の種），如果唱片順利賣光，便立刻在名古屋球場內舉辦出道演唱會。

### 團名由來－關於「早安少女組。」中的「。」
是由淳君命名，當初的概念是希望團體能擁有“像早餐套餐般豐富多樣、讓人有輕鬆快樂的感覺”而得名，不過在這團名正式決定前淳君曾一度考慮將其稱為“章魚燒姐妹組”（たこ焼きシスターズ）、「87」（全員當時年齡總和數）、「都道府」（全員出身地為東京、京都、北海道）、甚至“吃到飽”（食の放題）。
和「Morning Musume。」中的句號並非筆誤，而是在日本合法註冊，擁有商標權的正式商業用名。
句號的由來是當初團名在《五花八門淺草橋》節目中初次公開時，節目主持人、搞笑雙人組99（ナインティナイン）的岡村隆史看到字幕機打出來的團名後面有個句號而打趣問道“剛才開始我就有點介意，我想問那個「句號」也是團名的一部份嗎？”（さっきからちょっと気になるんですが、あの『まる』は要りますのん？），他的搭檔矢部浩之緊接著回答：“是！”（要ります！）但最後不了了之。其後姓名學家安齋勝洋在富士電視台節目《Happy Birthday》中對隊名作占卜，以日文的筆劃計算，連同句號是23劃，是一個理想的隊名，但若把句號刪去變成22劃的話則可能會令隊伍面臨分裂危機。當時的隊長中澤裕子繼而說：「‘。’是很重要的。（『。』）」句號亦就此正式被錄用而放入團名裡。
『。』這符號在與早安及Hello! Project有關的分支團體名稱及節目名稱上也常被使用，如衍生團體「鄉村少女組。」、「椰果少女組。」、「迷你早安。」及「生態早安。」; 專屬綜藝節目《哈囉早安。》，及《非常早安。》、《空中早安。》、《早安刑警。》與《江戶少女。忠臣藏》等。
「早安少女組。」作為單詞而包含句號雖非首例，但由於早安被媒體廣泛報導以致在文法上所產生的混亂問題亦被廣泛流傳。
日本官方網站中顯示的是全形句號「。」，而不是半形句號「｡」。
2007年5月20日播放的把翻譯為「早安少女組。」，當中已包括句號。至2007年6月15日「早安家族中文官方網站」成立，亦將的中文譯名定為「早安少女組。」。

## 成員

### 現籍成員
| 姓名       | 平假名記法      | 官方暱稱                       | 出身地   | 生日 [年齡]         | 血型 | 身高    | 加入日期 [加入期數]     | 代表色   | 備註                                              |
| ---------- | --------------- | ------------------------------ | -------- | ------------------- | ---- | ------- | ----------------------- | -------- | ------------------------------------------------- |
| 小田櫻     | おだ さくら     | さくら おださく                | 神奈川縣 | 1999年3月12日 [26]  | A型  | 152.6cm | 2012年9月14日 [十一期]  | 薰衣草紫 | 副隊長，預定於2026年畢業。                        |
| 野中美希   | のなか みき     | チェル のなかちゃん のなえもん | 靜岡縣   | 1999年10月7日 [25]  | A型  | 157cm   | 2014年9月30日 [十二期]  | 紫       | 隊長                                              |
| 牧野真莉愛 | まきの まりあ   | まりあ                         | 愛知縣   | 2001年2月2日 [24]   | A型  | 165.5cm | 2014年9月30日 [十二期]  | 粉紅     | 副隊長                                            |
| 羽賀朱音   | はが あかね     | あかねちん はがちゃん          | 長野縣   | 2002年3月7日 [23]   | O型  | 163.5cm | 2014年9月30日 [十二期]  | 橙       | 預計於2025年秋季畢業                              |
| 橫山玲奈   | よこやま れいな | よこやん                       | 埼玉縣   | 2001年2月22日 [24]  | O型  | 152.7cm | 2016年12月12日 [十三期] | 金黃     | 預計於2025年秋季畢業                              |
| 北川莉央   | きたがわ りお   | 北川 りお おんちゃん           | 東京都   | 2004年3月16日 [21]  | O型  | 157cm   | 2019年6月22日 [十五期]  | 海洋藍   | 自2025年4月17日起暫停活動，預定於同年秋天恢復活動 |
| 岡村譽     | おかむら ほまれ | ほまちゃん ほまたん            | 東京都   | 2005年5月9日 [20]   | A型  | 168cm   | 2019年6月22日 [十五期]  | 雛菊黃   |                                                   |
| 山崎愛生   | やまざき めい   | めいちゃん                     | 北海道   | 2005年6月28日 [20]  | B型  | 160cm   | 2019年6月22日 [十五期]  | 亮綠     |                                                   |
| 櫻井梨央   | さくらい りお   | らいりー                       | 東京都   | 2005年11月11日 [19] | O型  | 159cm   | 2022年6月29日 [十六期]  | 奶茶     |                                                   |
| 井上春華   | いのうえ はるか | はるさん                       | 京都府   | 2006年5月6日 [19]   | A型  | 151cm   | 2023年5月23日 [十七期]  | 薄荷綠   |                                                   |
| 弓桁朱琴   | ゆみげた あこ   | ゲッター                       | 靜岡縣   | 2008年7月8日 [17]   | A型  | 165cm   | 2023年5月23日 [十七期]  | 純紅     |                                                   |

### 前成員
以離隊時間先後排序：
| 姓名 生日 出身地           | 加入日 [加入期數]         | 畢業年齡         | 其後動向                        | 在團日數 | 現況     | 現況 |
| 姓名 生日 出身地           | 畢業或退出日 (消息發表日) | 畢業地點         | 畢業地點                        | 單曲數量 | 仍屬 UFG | 其它 |
| -------------------------- | ------------------------- | ---------------- | ------------------------------- | -------- | -------- | --- |
| 福田明日香 1984/12/17 東京 | 1997/09/14 [一期]         | 14.33歲          | 退出藝能界                      | 581日    | 否       | - 曾以樂隊PEACE$TONE主唱身分復出藝能界 - 2017年表示自己成為了單親媽媽 - 2020年拍攝全裸寫真 - 2021年宣布再婚 - 2022年宣布離婚 |
| 福田明日香 1984/12/17 東京 | 1999/04/18 (1999/01/17)   | 東京厚生年金會館 | 東京厚生年金會館                | 5首      | 否       | - 曾以樂隊PEACE$TONE主唱身分復出藝能界 - 2017年表示自己成為了單親媽媽 - 2020年拍攝全裸寫真 - 2021年宣布再婚 - 2022年宣布離婚 |
| 石黑彩 1978/05/12 北海道   | 1997/09/14 [一期]         | 21.66歲          | 以服裝設計師為志向              | 845日    | 否       | - 22歲嫁給Luna Sea鼓手真矢，育有1子2女 - 現以主婦身分活躍於藝能界                                                            |
| 石黑彩 1978/05/12 北海道   | 2000/01/07 (1999/12/05)   | 大阪厚生年金會館 | 大阪厚生年金會館                | 8首      | 否       | - 22歲嫁給Luna Sea鼓手真矢，育有1子2女 - 現以主婦身分活躍於藝能界                                                            |
| 市井紗耶香 1983/12/31 千葉 | 1998/05/03 [二期]         | 16.39歲          | 退出藝能界                      | 749日    | 否       | - 20歲嫁予吉澤直樹，2子 - 2001年和2009年都曾復歸演藝圈 - 日本政黨立憲民主黨黨員                                              |
| 市井紗耶香 1983/12/31 千葉 | 2000/05/21 (2000/05/07)   | 日本武道館       | 日本武道館                      | 8首      | 否       | - 20歲嫁予吉澤直樹，2子 - 2001年和2009年都曾復歸演藝圈 - 日本政黨立憲民主黨黨員                                              |
| 中澤裕子 1973/06/19 京都   | 1997/09/14 [一期]         | 27.82歲          | HP個人歌手                      | 1309日   | 是       | - 2012年4月1日與IT相關公司社長註冊結婚，1女1子                                                                               |
| 中澤裕子 1973/06/19 京都   | 2001/04/15 (2001/03/07)   | 大阪城音樂廳     | 大阪城音樂廳                    | 12首     | 是       | - 2012年4月1日與IT相關公司社長註冊結婚，1女1子                                                                               |
| 後藤真希 1985/09/23 東京   | 1999/08/22 [三期]         | 17.00歲          | HP個人歌手                      | 1128日   | 否       | - 曾於洛杉磯進修。2008年和Avex簽約 - 2012年1月開始退出藝能界，後於2014年回歸 - 2014年7月於部落格證實與圈外男性結婚，一女     |
| 後藤真希 1985/09/23 東京   | 2002/09/23 (2002/07/31)   | 橫濱體育館       | 橫濱體育館                      | 9首      | 否       | - 曾於洛杉磯進修。2008年和Avex簽約 - 2012年1月開始退出藝能界，後於2014年回歸 - 2014年7月於部落格證實與圈外男性結婚，一女     |
| 保田圭 1980/12/06 千葉     | 1998/05/03 [二期]         | 22.41歲          | HP個人歌手                      | 1828日   | 是       | - 於2013年5月底在部落格宣布與料理家小崎陽一結婚，現育有1子                                                                   |
| 保田圭 1980/12/06 千葉     | 2003/05/05 (2002/07/31)   | 埼玉超級競技場   | 埼玉超級競技場                  | 17首     | 是       | - 於2013年5月底在部落格宣布與料理家小崎陽一結婚，現育有1子                                                                   |
| 安倍夏美 1981/08/10 北海道 | 1997/09/14 [一期]         | 22.46歲          | HP個人歌手                      | 2324日   | 是       | - 舞台劇演員 - 歌手 - 於2015年與藝人山崎育三郎結婚                                                                           |
| 安倍夏美 1981/08/10 北海道 | 2004/01/25 (2003/07/27)   | 橫濱體育館       | 橫濱體育館                      | 22首     | 是       | - 舞台劇演員 - 歌手 - 於2015年與藝人山崎育三郎結婚                                                                           |
| 辻希美 1987/06/17 東京     | 2000/04/16 [四期]         | 17.13歲          | HP團體「W」                     | 1568日   | 是       | - 20歲嫁予杉浦太陽，現育有2女3子 - 「W」解散後曾為個人歌手                                                                   |
| 辻希美 1987/06/17 東京     | 2004/08/01 (2004/01/03)   | 代代木第一體育館 | 代代木第一體育館                | 15首     | 是       | - 20歲嫁予杉浦太陽，現育有2女3子 - 「W」解散後曾為個人歌手                                                                   |
| 加護亞依 1988/02/07 奈良   | 2000/04/16 [四期]         | 16.48歲          | HP團體「W」                     | 1568日   | 否       | - 2008年4月6日復出藝能界，曾為Girls Beat!!成員 - 2011年結婚，離婚後於2016年再婚，現有1女1子                                  |
| 加護亞依 1988/02/07 奈良   | 2004/08/01 (2004/01/03)   | 代代木第一體育館 | 代代木第一體育館                | 15首     | 否       | - 2008年4月6日復出藝能界，曾為Girls Beat!!成員 - 2011年結婚，離婚後於2016年再婚，現有1女1子                                  |
| 飯田圭織 1981/08/08 北海道 | 1997/09/14 [一期]         | 23.48歲          | HP個人歌手                      | 2695日   | 是       | - 25歲嫁予，育有2子1女，第一子僅半年就夭折                                                                                   |
| 飯田圭織 1981/08/08 北海道 | 2005/01/30 (2004/05/23)   | 橫濱體育館       | 橫濱體育館                      | 26首     | 是       | - 25歲嫁予，育有2子1女，第一子僅半年就夭折                                                                                   |
| 矢口真里 1983/01/20 神奈川 | 1998/05/03 [二期]         | 22.23歲          | 活動休止                        | 2538日   | 是       | - 2011年5月22日與小三歲的演員中村昌也結婚。2013年5月30日離婚 - 2018年3月26日與圈外人結婚                                     |
| 矢口真里 1983/01/20 神奈川 | 2005/04/14 (同前)         | 無               | 無                              | 25首     | 是       | - 2011年5月22日與小三歲的演員中村昌也結婚。2013年5月30日離婚 - 2018年3月26日與圈外人結婚                                     |
| 石川梨華 1985/01/19 神奈川 | 2000/04/16 [四期]         | 20.30歲          | 前「美勇傳」                    | 1847日   | 是       | - 舞台劇演員 - 已與小兩歲的日本職棒（現為讀賣巨人）投手野上亮磨結婚，現育有2子                                               |
| 石川梨華 1985/01/19 神奈川 | 2005/05/07 (2004/05/23)   | 日本武道館       | 日本武道館                      | 18首     | 是       | - 舞台劇演員 - 已與小兩歲的日本職棒（現為讀賣巨人）投手野上亮磨結婚，現育有2子                                               |
| 紺野朝美 1987/05/07 北海道 | 2001/08/26 [五期]         | 19.21歲          | 退出藝能界                      | 1792日   | 否       | - 曾是東京電視台主播 - 與日本職棒（現為北海道日本火腿鬥士）投手杉浦稔大結婚，現育有二子二女 - 現為YouTuber                   |
| 紺野朝美 1987/05/07 北海道 | 2006/07/23 (2006/04/28)   | 代代木第一體育館 | 代代木第一體育館                | 18首     | 否       | - 曾是東京電視台主播 - 與日本職棒（現為北海道日本火腿鬥士）投手杉浦稔大結婚，現育有二子二女 - 現為YouTuber                   |
| 小川麻琴 1987/10/29 新潟   | 2001/08/26 [五期]         | 18.83歲          | 曾到留學半年                    | 1827日   | 否       | - 曾於2015年3月宣布退出藝能界，復出後現為自由身藝人                                                                          |
| 小川麻琴 1987/10/29 新潟   | 2006/08/27 (2006/04/28)   | 新宿KOMA劇場     | 新宿KOMA劇場                    | 18首     | 否       | - 曾於2015年3月宣布退出藝能界，復出後現為自由身藝人                                                                          |
| 吉澤瞳 1985/04/12 埼玉     | 2000/04/16 [四期]         | 22.06歲          | HP個人歌手                      | 2576日   | 否       | - 2015年11月22日與圈外人士結婚，現育有1子 - 2018年9月28日因酒駕宣布從藝能界引退                                              |
| 吉澤瞳 1985/04/12 埼玉     | 2007/05/06 (2007/01/02)   | 埼玉超級競技場   | 埼玉超級競技場                  | 25首     | 否       | - 2015年11月22日與圈外人士結婚，現育有1子 - 2018年9月28日因酒駕宣布從藝能界引退                                              |
| 藤本美貴 1985/02/26 北海道 | 2003/01/07 [六期]         | 22.26歲          | HP個人歌手                      | 1606日   | 是       | - 23歲嫁給搞笑藝人庄司智春，現育有1子2女                                                                                     |
| 藤本美貴 1985/02/26 北海道 | 2007/06/01 (同前)         | 無               | 無                              | 15首     | 是       | - 23歲嫁給搞笑藝人庄司智春，現育有1子2女                                                                                     |
| 久住小春 1992/07/15 新潟   | 2005/05/01 [七期]         | 17.39歲          | 成為夢幻早安少女組。成員        | 1680日   | 否       | - 曾為時尚雜誌CanCam模特兒                                                                                                   |
| 久住小春 1992/07/15 新潟   | 2009/12/06 (2009/09/19)   | 東京厚生年金會館 | 東京厚生年金會館                | 15首     | 否       | - 曾為時尚雜誌CanCam模特兒                                                                                                   |
| 龜井繪里 1988/12/23 東京   | 2003/01/19 [六期]         | 21.98歲          | 退出H!P                         | 2887日   | 否       | - 為專心治療皮膚病而暫時退出藝能界，但未曾復出過 - 2020年8月與BUMP OF CHICKEN主唱藤原基央結婚                                |
| 龜井繪里 1988/12/23 東京   | 2010/12/15 (2010/08/08)   | 橫濱體育館       | 橫濱體育館                      | 26首     | 否       | - 為專心治療皮膚病而暫時退出藝能界，但未曾復出過 - 2020年8月與BUMP OF CHICKEN主唱藤原基央結婚                                |
| 李純 1988/01/11 中國湖南   | 2007/03/15 [八期]         | 22.93歲          | 退出H!P                         | 1371日   | 否       | - 回國後就讀於北京電影學院 - 2015年與中國音樂人鄭楠結婚, 現育有1子                                                           |
| 李純 1988/01/11 中國湖南   | 2010/12/15 (2010/08/08)   | 橫濱體育館       | 橫濱體育館                      | 11首     | 否       | - 回國後就讀於北京電影學院 - 2015年與中國音樂人鄭楠結婚, 現育有1子                                                           |
| 錢琳 1991/03/11 中國浙江   | 2007/03/15 [八期]         | 19.76歲          | 退出H!P                         | 1371日   | 否       | - 已回國，加入海蝶唱片並發行EP - 已婚，現育有2女 - 曾為中國女子團體idol school製作人                                         |
| 錢琳 1991/03/11 中國浙江   | 2010/12/15 (2010/08/08)   | 橫濱體育館       | 橫濱體育館                      | 11首     | 否       | - 已回國，加入海蝶唱片並發行EP - 已婚，現育有2女 - 曾為中國女子團體idol school製作人                                         |
| 高橋愛 1986/09/14 福井     | 2001/08/26 [五期]         | 25.04歲          | 退出H!P                         | 3687日   | 是       | - 活躍於舞台劇，亦曾參與電視劇演出及主持 - 2014年2月14日和阿部公二結婚                                                       |
| 高橋愛 1986/09/14 福井     | 2011/09/30 (2011/01/09)   | 日本武道館       | 日本武道館                      | 35首     | 是       | - 活躍於舞台劇，亦曾參與電視劇演出及主持 - 2014年2月14日和阿部公二結婚                                                       |
| 新垣里沙 1988/10/20 神奈川 | 2001/08/26 [五期]         | 23.58歲          | 退出H!P                         | 3918日   | 否       | - 活躍於舞台劇 - 2016年7月11日嫁給舞台劇演員小谷嘉一，2018年1月5日離婚 - 2022年6月30日宣布再婚 - 現為YouTuber                |
| 新垣里沙 1988/10/20 神奈川 | 2012/05/18 (2012/01/02)   | 日本武道館       | 日本武道館                      | 37首     | 否       | - 活躍於舞台劇 - 2016年7月11日嫁給舞台劇演員小谷嘉一，2018年1月5日離婚 - 2022年6月30日宣布再婚 - 現為YouTuber                |
| 光井愛佳 1993/01/12 滋賀   | 2006/12/10 [八期]         | 19.35歲          |                                 | 1986日   | 否       | - 於2014年1月中出國留學，已於2018年11月3日專屬經紀約結束後自藝能界引退                                                       |
| 光井愛佳 1993/01/12 滋賀   | 2012/05/18 (2012/05/04)   | 日本武道館       | 日本武道館                      | 18首     | 否       | - 於2014年1月中出國留學，已於2018年11月3日專屬經紀約結束後自藝能界引退                                                       |
| 田中麗奈 1989/11/11 福岡   | 2003/01/19 [六期]         | 23.52歲          | 退出H!P，另成立樂團「LoVendoЯ」 | 3775日   | 是       | - 曾為「LoVendoЯ」樂團主唱，現活躍於舞台劇                                                                                   |
| 田中麗奈 1989/11/11 福岡   | 2013/05/21 (2012/11/18)   | 日本武道館       | 日本武道館                      | 35首     | 是       | - 曾為「LoVendoЯ」樂團主唱，現活躍於舞台劇                                                                                   |
| 道重沙由美 1989/07/13 山口 | 2003/01/19 [六期]         | 25.37歲          | 退出H!P                         | 4329日   | 否       | - 畢業後進入長期休養狀態，曾於2017年至2025年复歸演藝圈。                                                                     |
| 道重沙由美 1989/07/13 山口 | 2014/11/26 (2014/04/29)   | 橫濱體育館       | 橫濱體育館                      | 39首     | 否       | - 畢業後進入長期休養狀態，曾於2017年至2025年复歸演藝圈。                                                                     |
| 鞘師里保 1998/05/28 廣島   | 2011/01/02 [九期]         | 17.59歲          | 退出H!P                         | 1824日   | 否       | - 畢業後前往海外留學，專屬經紀約於2018年11月30日結束，於2018年12月7日宣佈從早安家族畢業。                                    |
| 鞘師里保 1998/05/28 廣島   | 2015/12/31 (2015/10/29)   | 中野太陽廣場     | 中野太陽廣場                    | 16首     | 否       | - 畢業後前往海外留學，專屬經紀約於2018年11月30日結束，於2018年12月7日宣佈從早安家族畢業。                                    |
| 鈴木香音 1998/08/05 愛知   | 2011/01/02 [九期]         | 17.82歲          | 退出H!P                         | 1976日   | 否       | - 專注於個人助理（Personal Care Assistant）的學習工作                                                                        |
| 鈴木香音 1998/08/05 愛知   | 2016/05/31 (2016/02/07)   | 日本武道館       | 日本武道館                      | 17首     | 否       | - 專注於個人助理（Personal Care Assistant）的學習工作                                                                        |
| 工藤遙 1999/10/27 埼玉     | 2011/09/29 [十期]         | 18.12歲          | 退出H!P                         | 2265日   | 否       | - 演員 - 2025年成為自由身 |
| 工藤遙 1999/10/27 埼玉     | 2017/12/11 (2017/04/29)   | 日本武道館       | 日本武道館                      | 17首     | 否       | - 演員 - 2025年成為自由身 |
| 尾形春水 1999/02/15 大阪   | 2014/09/30 [十二期]       | 19.34歲          | 退出H!P                         | 1359日   | 否       | - 大學生與YouTuber |
| 尾形春水 1999/02/15 大阪   | 2018/06/20 (2018/03/27)   | 日本武道館       | 日本武道館                      | 8首      | 否       | - 大學生與YouTuber |
| 飯窪春菜 1994/11/07 東京   | 2011/09/29 [十期]         | 24.11歲          | 退出H!P                         | 2635日   | 是       | - 演員與YouTuber |
| 飯窪春菜 1994/11/07 東京   | 2018/12/16 (2018/08/17)   | 日本武道館       | 日本武道館                      | 19首     | 是       | - 演員與YouTuber |
| 佐藤優樹 1999/05/07 北海道 | 2011/09/29 [十期]         | 22.60歲          | 退出H!P                         | 3728日   | 是       | - 歌手 |
| 佐藤優樹 1999/05/07 北海道 | 2021/12/13 (2021/09/24)   | 日本武道館       | 日本武道館                      | 22首     | 是       | - 歌手 |
| 森戶知沙希 2000/02/19 栃木 | 2017/06/26 [十四期]       | 22.33歲          | 退出H!P                         | 1820日   | 是       | - 曾到夏威夷、紐西蘭及加拿大留學。                                                                                           |
| 森戶知沙希 2000/02/19 栃木 | 2022/06/20 (2022/02/28)   | 日本武道館       | 日本武道館                      | 8首      | 是       | - 曾到夏威夷、紐西蘭及加拿大留學。                                                                                           |
| 加賀楓 1999/11/30 東京     | 2016/12/12 [十三期]       | 23.03歲          | 退出H!P                         | 2189日   | 否       | - 2024年退出演藝圈。 |
| 加賀楓 1999/11/30 東京     | 2022/12/10 (2022/09/03)   | 日本武道館       | 日本武道館                      | 10首     | 否       | - 2024年退出演藝圈。 |
| 譜久村聖 1996/10/30 東京   | 2011/01/02 [九期]         | 27.08歲          | 退出H!P                         | 4714日   | 是       | |
| 譜久村聖 1996/10/30 東京   | 2023/11/29 (2022/12/27)   | 橫濱體育館       | 橫濱體育館                      | 29首     | 是       | |
| 石田亞佑美 1997/01/07 宮城 | 2011/09/29 [十期]         | 27.91歲          | 退出H!P                         | 4817日   | 是       | |
| 石田亞佑美 1997/01/07 宮城 | 2024/12/06 (2024/05/26)   | 橫濱體育館       | 橫濱體育館                      | 27首     | 是       | |
| 生田衣梨奈 1997/07/07 福岡 | 2011/01/02 [九期]         | 28.00歲          | 退出H!P                         | 5301日   | 是       | |
| 生田衣梨奈 1997/07/07 福岡 | 2025/07/08 (2025/01/02)   | 日本武道館       | 日本武道館                      | 31首     | 是       | |

- 離隊的36人裡，有20人[註 5]已離開UFG，當中大多是因為考慮到個人發展，只有加護和吉澤是因為違法行為[註 6]而被解除合約。

### 歷來所有成員
- 早安少女組於1997年9月組成，至今已將近28年，先後總共有47人加入，其中有36人已畢業或離隊，所以現籍成員有11人。
- 以年代來看的話，出生於1970年代的最少，僅有2人；出生於1980年代的最多，有20人；出生於1990年代的次多，有15人；出生於2000年代的目前則有10人。以年分來看的話，出生於1999年的最多，有6人；次多的則是出生於1985年與1988年的，各有4人。以在籍人數來看的話，1997年最初組成時以及2010年底龜井等人退出後僅有5人為最少，2003年初6期加入後有16人為最多，而從2011年9月底開始至今已將近14年都維持在10人以上。
- 以每期加入人數來看的話[註 7]，最多加4人[註 8]，最少加1人[註 9]，加入時的年紀中位數落在14.34歲。以每次退出人數來看的話，幾乎都是單獨1人畢業，例外的是曾有過兩次2人以及一次3人同場畢業[註 10]，退出時的年紀中位數則落在22.23歲[註 11]。
- 以期數加入時間間隔來看的話，最短為13期到14期，僅半年多[註 12]；最長則為8期留學生到9期，將近4年[註 13]。以個人退出時間間隔來看的話，最短為矢口到石川，連1個月都不到[註 14]；最長則為飯窪到佐藤，幾乎整整3年[註 15]。另外，自1997年成團至今，只有1998年、2008年、2019年和2020年[註 16]沒有人退出。
- 以年紀差距來看的話，4期的加護在2000年4月加入後與1期的中澤相差15歲為歷來最大，2期的矢口於2005年4月畢業後在籍成員最多僅相差4歲為歷來最小；以資歷差距來看的話，2023年5月加入的17期成員與2011年1月加入的9期成員相差超過12年4個月為歷來最大；以期數組合來看的話，2023年17期加入後的陣容包含9到13期與15到17期共多達8期的成員為歷來最多[註 17]。
- 8期及之前的成員全部都是在團體組成前就出生了，9期的鞘師和鈴木是最早在團體組成後才出生的新成員，10期的飯窪和石田則是最後在團體組成前就出生的新成員，意即11期之後的成員全部都是在團體組成後才出生了。共有12人在團超過10年[註 18]，不到3年的則有5人[註 19]，而所有成員在團的時間中位數落在2189天。
- 歷來所有成員的姓氏與名字寫法皆不相同，但名字有讀音相同的[註 20]；生日也有相同的[註 21]。

由於團體仍然持續活動中，所以上述數據仍會不定時有所改變。 ~2025年8月~
| 姓名       | 生日       | 加入期數  | 加入日期   | 加入時年齡 | 退出日期   | 退出時年齡 | 在籍天數     |
| ---------- | ---------- | --------- | ---------- | ---------- | ---------- | ---------- | ------------ |
| 中澤裕子   | 1973/06/19 | 1         | 1997/09/14 | 24.24      | 2001/04/15 | 27.82      | 1309         |
| 石黑彩     | 1978/05/12 | 1         | 1997/09/14 | 19.34      | 2000/01/07 | 21.66      | 845          |
| 飯田圭織   | 1981/08/08 | 1         | 1997/09/14 | 16.101     | 2005/01/30 | 23.48      | 2695         |
| 安倍夏美   | 1981/08/10 | 1         | 1997/09/14 | 16.095     | 2004/01/25 | 22.46      | 2324         |
| 福田明日香 | 1984/12/17 | 1         | 1997/09/14 | 12.74      | 1999/04/18 | 14.33      | 581          |
| 保田圭     | 1980/12/06 | 2         | 1998/05/03 | 17.41      | 2003/05/05 | 22.41      | 1828         |
| 矢口真里   | 1983/01/20 | 2         | 1998/05/03 | 15.28      | 2005/04/14 | 22.23      | 2538         |
| 市井紗耶香 | 1983/12/31 | 2         | 1998/05/03 | 14.34      | 2000/05/21 | 16.39      | 749          |
| 後藤真希   | 1985/09/23 | 3         | 1999/08/22 | 13.912     | 2002/09/23 | 17.00      | 1128         |
| 石川梨華   | 1985/01/19 | 4         | 2000/04/16 | 15.24      | 2005/05/07 | 20.30      | 1847         |
| 吉澤瞳     | 1985/04/12 | 4         | 2000/04/16 | 15.01      | 2007/05/06 | 22.06      | 2576         |
| 辻希美     | 1987/06/17 | 4         | 2000/04/16 | 12.83      | 2004/08/01 | 17.13      | 1568         |
| 加護亞依   | 1988/02/07 | 4         | 2000/04/16 | 12.19      | 2004/08/01 | 16.48      | 1568         |
| 高橋愛     | 1986/09/14 | 5         | 2001/08/26 | 14.95      | 2011/09/30 | 25.04      | 3687         |
| 紺野朝美   | 1987/05/07 | 5         | 2001/08/26 | 14.30      | 2006/07/23 | 19.21      | 1792         |
| 小川麻琴   | 1987/10/29 | 5         | 2001/08/26 | 13.82      | 2006/08/27 | 18.83      | 1827         |
| 新垣里沙   | 1988/10/20 | 5         | 2001/08/26 | 12.85      | 2012/05/18 | 23.58      | 3918         |
| 藤本美貴   | 1985/02/26 | 6         | 2003/01/07 | 17.86      | 2007/06/01 | 22.26      | 1606         |
| 龜井繪里   | 1988/12/23 | 6         | 2003/01/19 | 14.07      | 2010/12/15 | 21.98      | 2887         |
| 道重沙由美 | 1989/07/13 | 6         | 2003/01/19 | 13.52      | 2014/11/26 | 25.37      | 4329         |
| 田中麗奈   | 1989/11/11 | 6         | 2003/01/19 | 13.19      | 2013/05/21 | 23.52      | 3775         |
| 久住小春   | 1992/07/15 | 7         | 2005/05/01 | 12.79      | 2009/12/06 | 17.39      | 1680         |
| 光井愛佳   | 1993/01/12 | 8         | 2006/12/10 | 13.909     | 2012/05/18 | 19.35      | 1986         |
| 李純       | 1988/01/11 | 8[留學生] | 2007/03/15 | 19.17      | 2010/12/15 | 22.93      | 1371         |
| 錢琳       | 1991/03/11 | 8[留學生] | 2007/03/15 | 16.01      | 2010/12/15 | 19.76      | 1371         |
| 譜久村聖   | 1996/10/30 | 9         | 2011/01/02 | 14.18      | 2023/11/29 | 27.08      | 4714         |
| 生田衣梨奈 | 1997/07/07 | 9         | 2011/01/02 | 13.49      | 2025/07/08 | 28.00      | 5301         |
| 鞘師里保   | 1998/05/28 | 9         | 2011/01/02 | 12.60      | 2015/12/31 | 17.59      | 1824         |
| 鈴木香音   | 1998/08/05 | 9         | 2011/01/02 | 12.41      | 2016/05/31 | 17.82      | 1976         |
| 飯窪春菜   | 1994/11/07 | 10        | 2011/09/29 | 16.89      | 2018/12/16 | 24.11      | 2635         |
| 石田亞佑美 | 1997/01/07 | 10        | 2011/09/29 | 14.73      | 2024/12/06 | 27.91      | 4817         |
| 佐藤優樹   | 1999/05/07 | 10        | 2011/09/29 | 12.40      | 2021/12/13 | 22.60      | 3728         |
| 工藤遙     | 1999/10/27 | 10        | 2011/09/29 | 11.92      | 2017/12/11 | 18.12      | 2265         |
| 小田櫻     | 1999/03/12 | 11        | 2012/09/14 | 13.51      | (在籍)     |            | 4723(累積中) |
| 尾形春水   | 1999/02/15 | 12        | 2014/09/30 | 15.62      | 2018/06/20 | 19.34      | 1359         |
| 野中美希   | 1999/10/07 | 12        | 2014/09/30 | 14.98      | (在籍)     |            | 3977(累積中) |
| 牧野真莉愛 | 2001/02/02 | 12        | 2014/09/30 | 13.66      | (在籍)     |            | 3977(累積中) |
| 羽賀朱音   | 2002/03/07 | 12        | 2014/09/30 | 12.57      | (在籍)     |            | 3977(累積中) |
| 加賀楓     | 1999/11/30 | 13        | 2016/12/12 | 17.03      | 2022/12/10 | 23.03      | 2189         |
| 橫山玲奈   | 2001/02/22 | 13        | 2016/12/12 | 15.80      | (在籍)     |            | 3173(累積中) |
| 森戶知沙希 | 2000/02/19 | 14        | 2017/06/26 | 17.35      | 2022/06/20 | 22.33      | 1820         |
| 北川莉央   | 2004/03/16 | 15        | 2019/06/22 | 15.27      | (在籍)     |            | 2251(累積中) |
| 岡村譽     | 2005/05/09 | 15        | 2019/06/22 | 14.12      | (在籍)     |            | 2251(累積中) |
| 山﨑愛生   | 2005/06/28 | 15        | 2019/06/22 | 13.98      | (在籍)     |            | 2251(累積中) |
| 櫻井梨央   | 2005/11/11 | 16        | 2022/06/29 | 16.63      | (在籍)     |            | 1148(累積中) |
| 井上春華   | 2006/05/06 | 17        | 2023/05/23 | 17.05      | (在籍)     |            | 820(累積中)  |
| 弓桁朱琴   | 2008/07/08 | 17        | 2023/05/23 | 14.87      | (在籍)     |            | 820(累積中)  |

### 成員出身地
歷代成員總共47人，來自19個都道府縣(還有中國2個省)，下以成員加入所產生的先後順序來排列(加入年分-[期數])，粗斜體為現籍成員。
出身地以東京最多，共有10人(21.28%)，北海道次多，共有7人(14.89%)，神奈川則排第三，共有4人(8.51%)。
在小川麻琴於2006年8月畢業之後首次出現了在團成員出身地完全不同的情況，一直要到2011年1月九期成員加入後才再次回復有出身地相同(田中麗奈與生田衣梨奈皆為福岡出身)的情況並持續至今，目前出身地相同的有東京(北川莉央、岡村譽與櫻井梨央)與靜岡(野中美希與弓桁朱琴)，而隊史在團成員出身地相同的最多紀錄(5人)則為2022年櫻井梨央加入後到加賀楓退出前的東京。
若撇開還從未有人加入的行政區不談的話，目前成員加入時間間隔最久的行政區為千葉，從二期(1998年5月)的保田圭與市井紗耶香兩人至今已超過廿七年未再有人加入。
| 出身地   | 人數 | 成員-加入年分-[期數] |
| -------- | ---- | --- |
| 京都     | 2    | 中澤裕子-1997-[1]、井上春華-2023-[17] |
| 北海道   | 7    | 石黑彩-1997-[1]、飯田圭織-1997-[1]、安倍夏美-1997-[1]、紺野朝美-2001-[5]、藤本美貴-2003-[6]、 佐藤優樹-2011-[10]、山崎愛生-2019-[15]                                                           |
| 東京     | 10   | 福田明日香-1997-[1]、後藤真希-1999-[3]、辻希美-2000-[4]、龜井繪里-2003-[6]、譜久村聖-2011-[9]、 飯窪春菜-2011-[10]、加賀楓-2016-[13]、北川莉央-2019-[15]、岡村譽-2019-[15]、櫻井梨央-2022-[16] |
| 千葉     | 2    | 保田圭-1998-[2]、市井紗耶香-1998-[2] |
| 神奈川   | 4    | 矢口真里-1998-[2]、石川梨華-2000-[4]、新垣里沙-2001-[5]、小田櫻-2012-[11] |
| 埼玉     | 3    | 吉澤瞳-2000-[4]、工藤遥-2011-[10]、橫山玲奈-2016-[13] |
| 奈良     | 1    | 加護亞依-2000-[4] |
| 福井     | 1    | 高橋愛-2001-[5] |
| 新潟     | 2    | 小川麻琴-2001-[5]、久住小春-2005-[7] |
| 山口     | 1    | 道重沙由美-2003-[6] |
| 福岡     | 2    | 田中麗奈-2003-[6]、生田衣梨奈-2011-[9] |
| 滋賀     | 1    | 光井愛佳-2006-[8] |
| 中國湖南 | 1    | 李純-2007-[8] |
| 中國浙江 | 1    | 錢琳-2007-[8] |
| 廣島     | 1    | 鞘師里保-2011-[9] |
| 愛知     | 2    | 鈴木香音-2011-[9]、牧野真莉愛-2014-[12] |
| 宮城     | 1    | 石田亞佑美-2011-[10] |
| 大阪     | 1    | 尾形春水-2014-[12] |
| 靜岡     | 2    | 野中美希-2014-[12]、弓桁朱琴-2023-[17] |
| 長野     | 1    | 羽賀朱音-2014-[12] |
| 栃木     | 1    | 森戶知沙希-2017-[14] |

### 歷代正副隊長
| 隊長       | 期數   | 姓名       | 上任時         | 上任時 | 上任時            | 卸任日         | 在任天數   |
| 隊長       | 期數   | 姓名       | 日期           | 年齡   | 在團天數 （資歷） | 卸任日         | 在任天數   |
| ---------- | ------ | ---------- | -------------- | ------ | ----------------- | -------------- | ---------- |
| 初代隊長   | 一期   | 中澤裕子   | 1998年1月28日  | 24.61  | 136               | 2001年4月15日  | 1173       |
| 二代隊長   | 一期   | 飯田圭織   | 2001年4月16日  | 19.69  | 1310              | 2005年1月30日  | 1385       |
| 三代隊長   | 二期   | 矢口真里   | 2005年1月31日  | 22.03  | 2465              | 2005年4月14日  | 73         |
| 四代隊長   | 四期   | 吉澤瞳     | 2005年4月15日  | 20.01  | 1835              | 2007年5月6日   | 751        |
| 五代隊長   | 六期   | 藤本美貴   | 2007年5月7日   | 22.19  | 1581              | 2007年6月1日   | 25         |
| 六代隊長   | 五期   | 高橋愛     | 2007年6月2日   | 20.71  | 2106              | 2011年9月30日  | 1581       |
| 七代隊長   | 五期   | 新垣里沙   | 2011年10月1日  | 22.94  | 3688              | 2012年5月18日  | 230        |
| 八代隊長   | 六期   | 道重沙由美 | 2012年5月19日  | 22.85  | 3408              | 2014年11月26日 | 921        |
| 九代隊長   | 九期   | 譜久村聖   | 2014年11月27日 | 18.07  | 1425              | 2023年11月29日 | 3289       |
| 十代隊長   | 九期   | 生田衣梨奈 | 2023年11月30日 | 26.40  | 4715              | 2025年7月8日   | 586        |
| 十一代隊長 | 十二期 | 野中美希   | 2025年7月9日   | 25.75  | 3935              | (現任)         | 42(累積中) |

| 副隊長       | 期數   | 姓名       | 上任時         | 上任時 | 上任時            | 卸任日         | 在任天數    |
| 副隊長       | 期數   | 姓名       | 日期           | 年齡   | 在團天數 （資歷） | 卸任日         | 在任天數    |
| ------------ | ------ | ---------- | -------------- | ------ | ----------------- | -------------- | ----------- |
| 初代副隊長   | 二期   | 保田圭     | 2001年4月16日  | 20.36  | 1079              | 2003年5月5日   | 749         |
| 二代副隊長   | 二期   | 矢口真里   | 2003年5月6日   | 20.29  | 1829              | 2005年1月30日  | 635         |
| 三代副隊長   | 四期   | 吉澤瞳     | 2005年1月31日  | 19.80  | 1761              | 2005年4月14日  | 73          |
| 四代副隊長   | 六期   | 藤本美貴   | 2005年4月15日  | 20.13  | 829               | 2007年5月6日   | 751         |
| 五代副隊長   | 五期   | 高橋愛     | 2007年5月7日   | 20.64  | 2080              | 2007年6月1日   | 25          |
| 六代副隊長   | 五期   | 新垣里沙   | 2007年6月2日   | 18.61  | 2106              | 2011年9月30日  | 1581        |
| 七代副隊長   | 九期   | 譜久村聖   | 2013年5月21日  | 16.56  | 870               | 2014年11月26日 | 554         |
| 七代副隊長   | 十期   | 飯窪春菜   | 2013年5月21日  | 18.53  | 600               | 2018年12月16日 | 2035        |
| 八代副隊長   | 九期   | 生田衣梨奈 | 2014年11月27日 | 17.39  | 1425              | 2023年11月29日 | 3289        |
| 九代副隊長   | 十期   | 石田亞佑美 | 2018年12月31日 | 21.98  | 2650              | 2024年12月6日  | 2167        |
| 十代副隊長   | 十一期 | 小田櫻     | 2023年11月30日 | 24.72  | 4094              | (現任)         | 629(累積中) |
| 十一代副隊長 | 十二期 | 牧野真莉愛 | 2025年7月9日   | 24.43  | 3935              | (現任)         | 42(累積中)  |

- 隊長
  - 出任時最年長：生田衣梨奈，出任十代隊長時已26.40歲。
  - 出任時最年幼：譜久村聖，出任九代隊長時僅18.07歲。
  - 出任時最資深：生田衣梨奈，出任十代隊長時已在團4715天。
  - 出任時最資淺：中澤裕子，差不多是發行出道單曲當時就因其最年長而理所當然地上任。
  - 在任時間最長：譜久村聖，擔任九代隊長達3289天。
  - 在任時間最短：藤本美貴，擔任五代隊長僅25天。
- 副隊長
  - 出任時最年長：小田櫻，出任十代副隊長時已24.72歲。
  - 出任時最年幼：譜久村聖，出任七代副隊長時僅16.55歲。
  - 出任時最資深：小田櫻，出任十代副隊長時已在團4094天。
  - 出任時最資淺：飯窪春菜，出任七代副隊長時僅在團600天。
  - 在任時間最長：生田衣梨奈，擔任八代副隊長達3289天。
  - 在任時間最短：高橋愛，擔任五代副隊長僅25天。

#### 正副隊長出任原則與瑣事
- 隊長由副隊長接任，只有初代隊長中澤裕子、第2代隊長飯田圭織、第8代隊長道重沙由美及第11代隊長野中美希四人未曾擔任過副隊長就直接擔任隊長算是例外[註 22]，而且至今每任隊長都只有在離隊時才會卸任。
- 正副隊長的接任以輩分排序，一般先比期數，同期則再比年齡，但還是有一些例外，例如初始成員安倍夏美從未擔任過正副隊長而2期的矢口真里卻都擔任過、4期的石川梨華比同期的吉澤瞳更年長但卻沒有接任副隊長[註 23]、6期的藤本美貴比5期成員更早擔任副隊長與隊長[註 24]、10期的飯窪春菜比部分9期成員更早擔任副隊長[註 25]以及11期的小田櫻年紀與資歷都優於12期的野中美希卻未接任隊長[註 26]。
- 早期似乎有主唱不擔任正副隊長的現象，但這現象自從被藤本美貴打破後就漸漸不再成為粉絲討論的話題了。
- 通常正副隊長就任都有正式宣布公告，所以職位就任日相當明確，但最初五人剛結成當時的情境已很難考究，只能從她們後來在節目上的發言來了解大概。
- 十一任隊長裡，只有第2代隊長飯田圭織和第9代隊長譜久村聖是在廿歲以前就上任。
- 十一任隊長裡，只有初代隊長中澤裕子、第2代隊長飯田圭織和第9代隊長譜久村聖的在任時間超過了在團時間的一半[註 27]。
- 譜久村聖十六歲半就接任副隊長，剛滿十八歲就擔任隊長，皆是隊史最年輕紀錄，而且她在任隊長的時間亦為歷代最長。
- 新垣里沙接任第7代隊長後，副隊長職位懸空[8]。而在她整個隊長任期以及道重沙由美在任第8代隊長前半期這段將近一年八個月的時間內並沒有人擔任副隊長，這也是自2001年設立副隊長職位超過十年以來首度無人就任。
- 第8代隊長道重沙由美在任時，由田中麗奈於其畢業場上宣布公司決定由譜久村聖與飯窪春菜來接任懸缺超過一年半之久的副隊長，而這也是隊史上首次擁有兩位副隊長[9]並持續十年之久。
- 譜久村聖和生田衣梨奈是隊史上最年輕的正副隊長搭檔，兩人就任時分別為十八歲與十七歲，以她們為領導的體制長達九年，為隊史最長紀錄。
- 共十六人擔任過正副隊長的職位，其中有七人正副隊長都擔任過，另有四人只擔任過隊長、五人只擔任過副隊長。

### 成員官方代表色

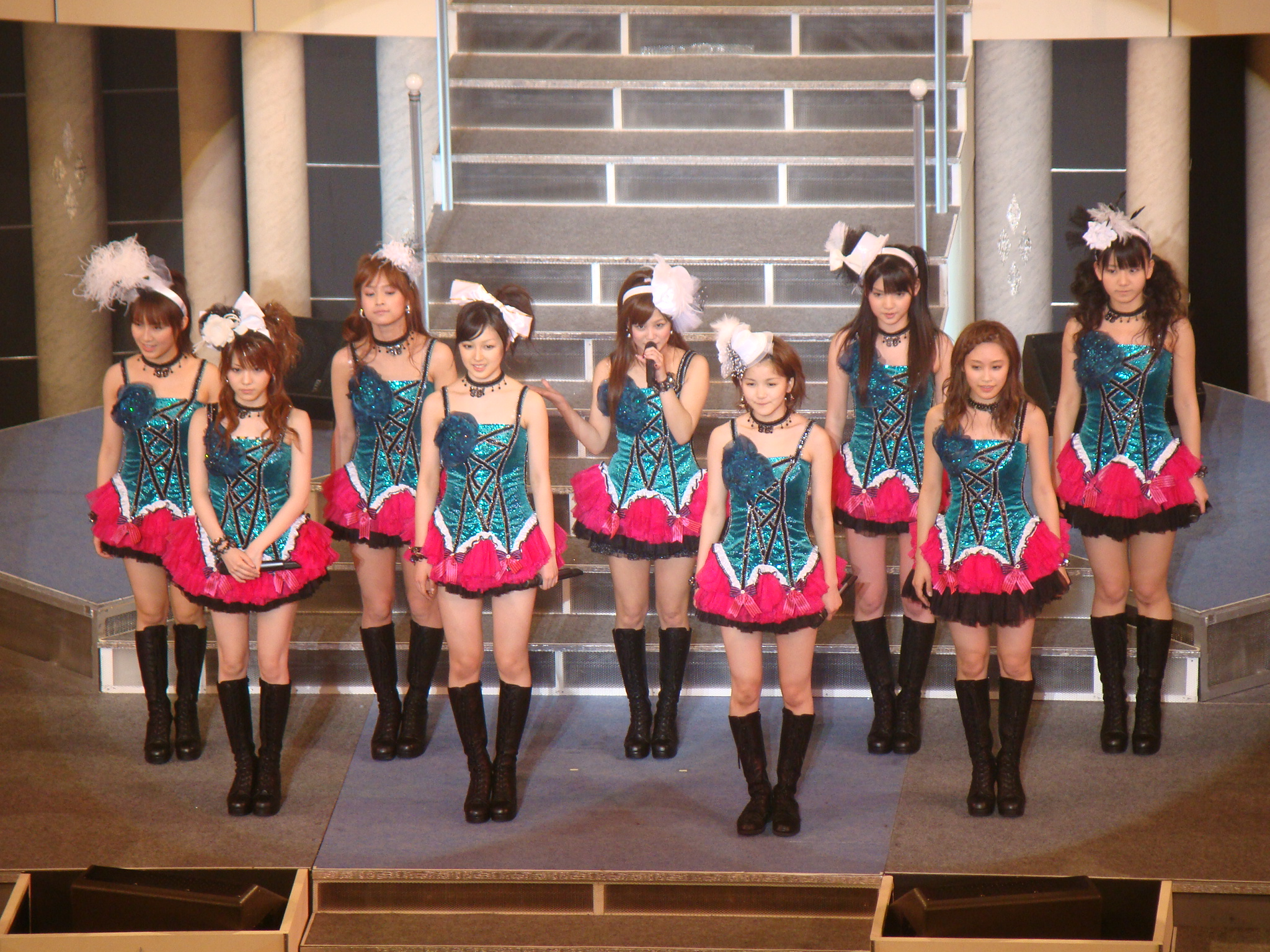
2009春 ～Platinum 9 DISCO～ 演唱會

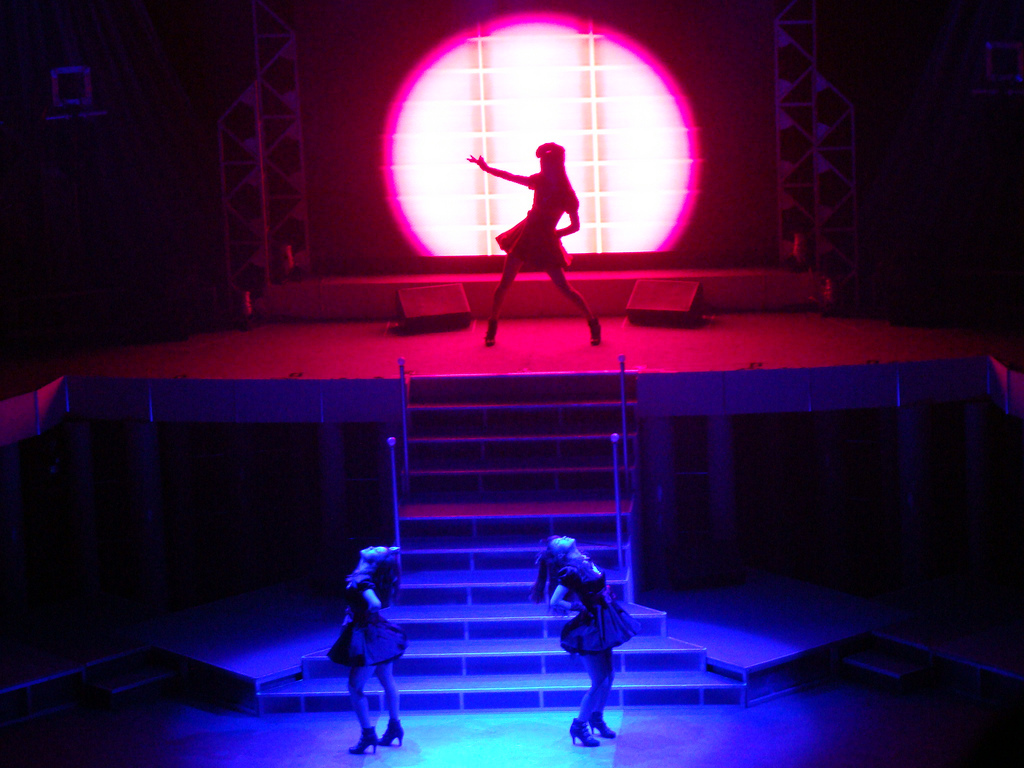
2009春，道重沙由美獨唱《It's You》

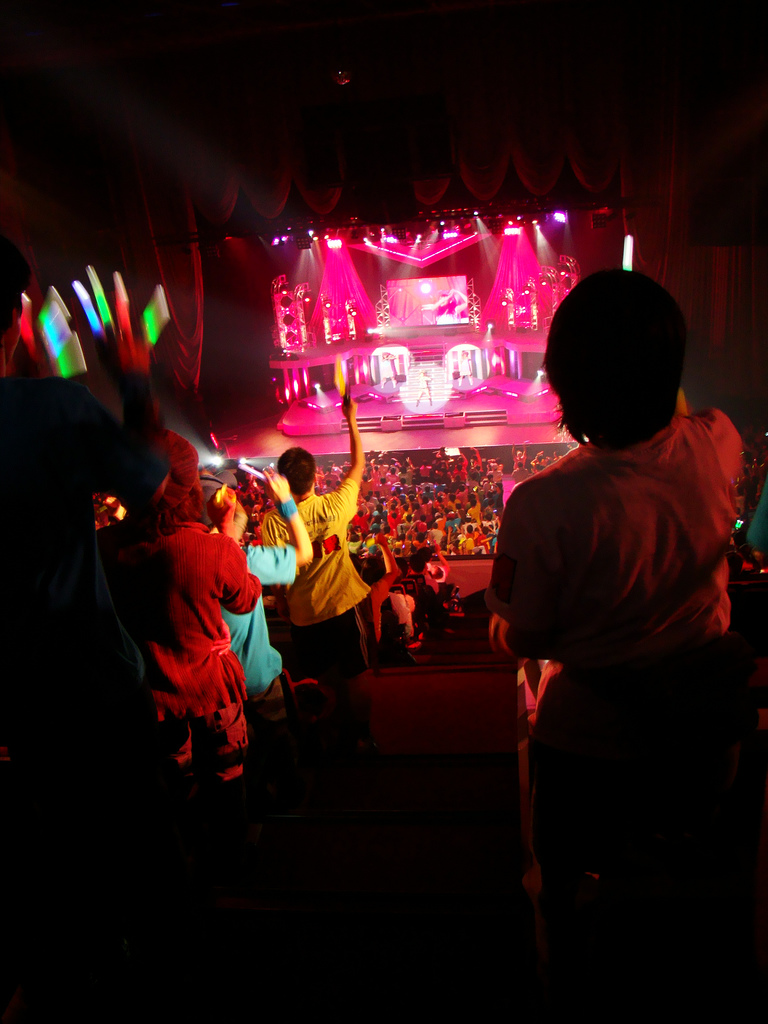
2009春，觀眾席上

#### 現籍成員
- 小田櫻：薰衣草紫
- 野中美希：紫
- 牧野真莉愛：粉紅 (原：淺粉紅)
- 羽賀朱音：橙 (原：淺橙)
- 橫山玲奈：金黃
- 北川莉央：海洋藍
- 岡村譽：雛菊黃
- 山崎愛生：亮綠
- 櫻井梨央：奶茶
- 井上春華：薄荷綠
- 弓桁朱琴：純紅

#### 前成員
- 中澤裕子：綠 (夢幻早安少女組。：紫)
- 石黑彩：(無)
- 飯田圭織：湖水綠 (夢幻早安少女組。：皇家藍)
- 安倍夏美：紅 (夢幻早安少女組。：紅)
- 福田明日香：(無)
- 保田圭：淺粉紅 (夢幻早安少女組。：黃綠)
- 矢口真里：淺紫 (夢幻早安少女組。：黃)
- 市井紗耶香：天藍
- 後藤真希：橙
- 石川梨華：深粉紅 (夢幻早安少女組。：熱粉紅)
- 吉澤瞳：紫 (夢幻早安少女組。：天藍)
- 辻希美：藍
- 加護亞依：熱粉紅
- 高橋愛：黃
- 紺野朝美：粉紅
- 小川麻琴：藍 (夢幻早安少女組。：藍)
- 新垣里沙：黃綠
- 藤本美貴：紅 (夢幻早安少女組。：橙)
- 龜井繪里：橙
- 道重沙由美：粉紅 (原：柠檬黄)
- 田中麗奈：水藍
- 久住小春：紅 (原：白、灰)(夢幻早安少女組。：粉紅)
- 光井愛佳：淺紫
- 李純：皇家藍
- 錢琳：翡翠綠
- 譜久村聖：熱粉紅
- 生田衣梨奈：黃綠 (原：紫)
- 鞘師里保：紅
- 鈴木香音：綠
- 飯窪春菜：蜂蜜黃 (原：巧克力)
- 石田亞佑美：皇家藍
- 佐藤優樹：翡翠綠
- 工藤遙：橙
- 尾形春水：海洋藍
- 加賀楓：義大利紅
- 森戶知沙希：白

## 團體編成

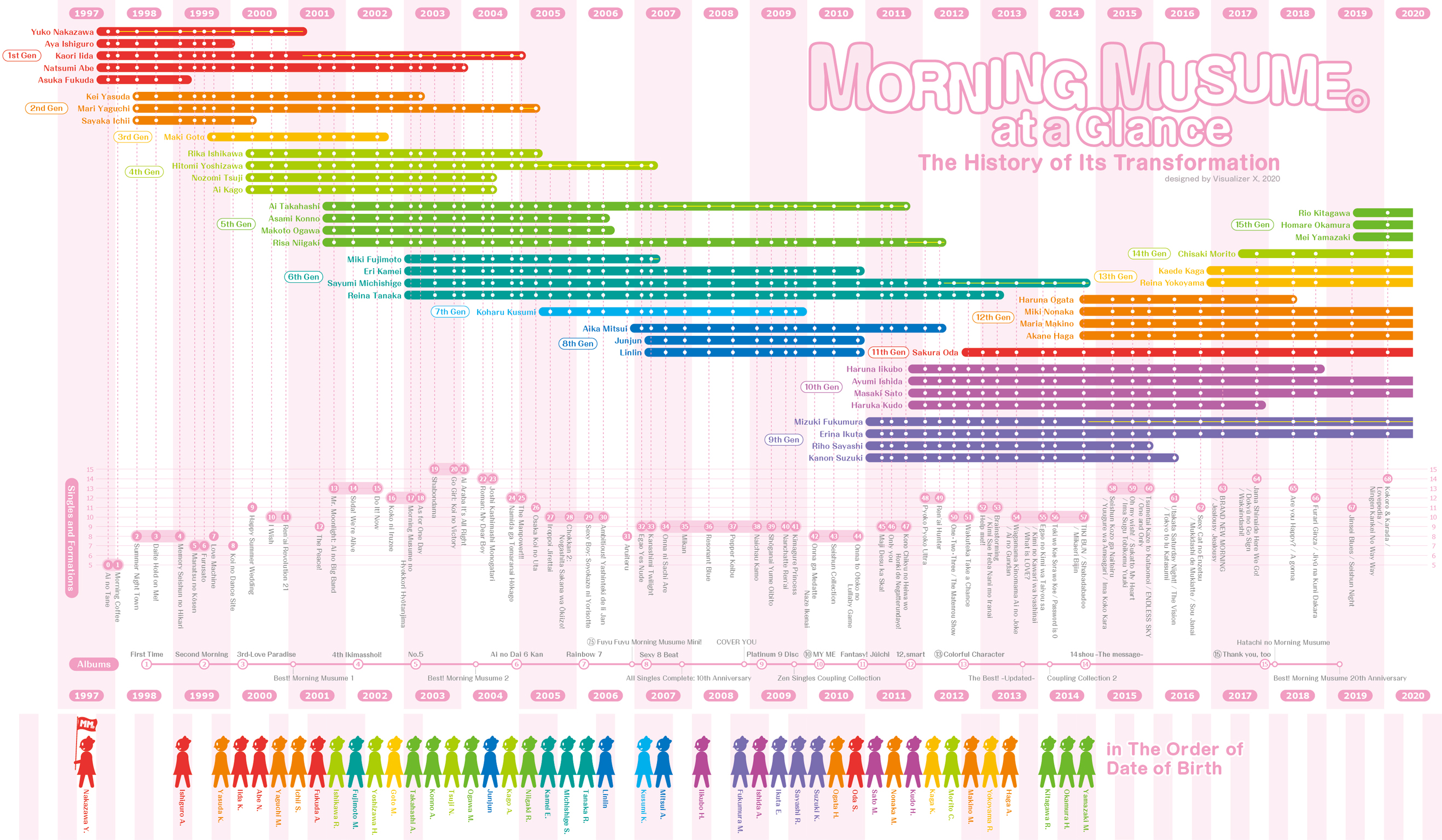
早安少女組。歷代成員變革及單曲、專輯發售關係圖

### 歷代變革
團體最大的特色就是成員的加入與退出而營造出陣容不斷改變的新鮮感，而且變動相當頻繁，從1997年組成至今已有多達十七期等不同時間點加入的成員，而在這廿多年裡也只有1998年、2008年、2019年與2020年沒有成員退出。團內輩分關係嚴謹(以加入時間來決定輩分大小)，成員數量從最少5人(最初結成時以及2010年底龜井繪里、李純與錢琳畢業後至2011年初九期加入前)到最多16人(2003年六期加入後到保田圭畢業前)。此外，由於成員眾多，年齡差距一直具有話題性，最大差距曾多達15歲(一期的中澤裕子與四期的加護亞依)。
| 日期 | 成員變動                                                 | 增減  | 平均年齡 | 人數 | 人數 | 年齡差距 | 年齡差距 |
| --- | -------------------------------------------------------- | ----- | -------- | ---- | ---- | -------- | -------- |
| 1997年9月14日 | 【一期】中澤裕子、石黑彩、飯田圭織、安倍夏美、福田明日香 | 增5人 | 17.40    | 5人  | 5人  | 11歲     | 11歲     |
| 推出單曲：【愛の種】與【モーニングコーヒー】共兩張 成員名單：中澤裕子(隊長)、石黑彩、飯田圭織、安倍夏美、福田明日香 |                                                          |       |          | 5人  | 5人  | 11歲     | 11歲     |
| 1998年5月3日 | 【二期】保田圭、市井紗耶香、矢口真里                     | 增3人 | 16.75    | 8人  | 8人  | 11歲     | 11歲     |
| 推出單曲：由【サマーナイトタウン】至【Memory 青春の光】共三張 成員名單：中澤裕子(隊長)、石黑彩、飯田圭織、安倍夏美、福田明日香、保田圭、矢口真里、市井紗耶香 |                                                          |       |          | 8人  | 8人  | 11歲     | 11歲     |
| 1999年4月18日 | 福田明日香14.33歲畢業                                    | 減1人 | 18.29    | 7人  | 7人  | 10歲     | 10歲     |
| 推出單曲：【真夏の光線】與【ふるさと】共兩張 成員名單：中澤裕子(隊長)、石黑彩、飯田圭織、安倍夏美、保田圭、矢口真里、市井紗耶香 |                                                          |       |          | 7人  | 7人  | 10歲     | 10歲     |
| 1999年8月22日 | 【三期】後藤真希                                         | 增1人 | 18.13    | 8人  | 8人  | 12歲     | 12歲     |
| 推出單曲：【LOVEマシーン】共一張 成員名單：中澤裕子(隊長)、石黑彩、飯田圭織、安倍夏美、保田圭、矢口真里、市井紗耶香、後藤真希 |                                                          |       |          | 8人  | 8人  | 12歲     | 12歲     |
| 2000年1月7日 | 石黑彩21.66歲畢業                                        | 減1人 | 18.14    | 7人  | 7人  | 12歲     | 12歲     |
| 推出單曲：【恋のダンスサイト】共一張 成員名單：中澤裕子(隊長)、飯田圭織、安倍夏美、保田圭、矢口真里、市井紗耶香、後藤真希 |                                                          |       |          | 7人  | 7人  | 12歲     | 12歲     |
| 2000年4月16日 | 【四期】石川梨華、吉澤瞳、辻希美、加護亞依               | 增4人 | 16.55    | 11人 | 11人 | 15歲     | 15歲     |
| 推出單曲：【ハッピーサマーウェディング】共一張 成員名單：中澤裕子(隊長)、飯田圭織、安倍夏美、保田圭、矢口真里、市井紗耶香、後藤真希、石川梨華、吉澤瞳、辻希美、加護亞依 |                                                          |       |          | 11人 | 11人 | 15歲     | 15歲     |
| 2000年5月21日 | 市井紗耶香16.39歲畢業                                    | 減1人 | 16.60    | 10人 | 10人 | 15歲     | 15歲     |
| 推出單曲：【I WISH】與【恋愛レボリューション21】共兩張 成員名單：中澤裕子(隊長)、飯田圭織、安倍夏美、保田圭、矢口真里、後藤真希、石川梨華、吉澤瞳、辻希美、加護亞依 |                                                          |       |          | 10人 | 10人 | 15歲     | 15歲     |
| 2001年4月15日 | 中澤裕子27.82歲畢業                                      | 減1人 | 16.56    | 9人  | 9人  | 8歲      | 8歲      |
| 推出單曲：【ザ☆ピ～ス！／でっかい宇宙に愛がある】共一張 成員名單：飯田圭織(隊長)、安倍夏美、保田圭(副隊長)、矢口真里、後藤真希、石川梨華、吉澤瞳、辻希美、加護亞依 |                                                          |       |          | 9人  | 9人  | 8歲      | 8歲      |
| 2001年8月26日 | 【五期】高橋愛、紺野朝美、小川麻琴、新垣里沙             | 增4人 | 15.77    | 13人 | 13人 | 8歲      | 8歲      |
| 推出單曲：由【Mr. Moonlight 〜愛のビッグバンド〜】至【Do it! Now】共三張 成員名單：飯田圭織(隊長)、安倍夏美、保田圭(副隊長)、矢口真里、後藤真希、石川梨華、吉澤瞳、辻希美、加護亞依、高橋愛、紺野朝美、小川麻琴、新垣里沙                                                                                                |                                                          |       |          | 13人 | 13人 | 8歲      | 8歲      |
| 2002年9月23日 | 後藤真希17.00歲畢業                                      | 減1人 | 16.92    | 12人 | 12人 | 8歲      | 8歲      |
| 推出單曲：由【ここにいるぜぇ！】至【AS FOR ONE DAY】共三張 成員名單：飯田圭織(隊長)、安倍夏美、保田圭(副隊長)、矢口真里、石川梨華、吉澤瞳、辻希美、加護亞依、高橋愛、紺野朝美、小川麻琴、新垣里沙 （三期成員全數畢業或離隊）                                                                                             |                                                          |       |          | 12人 | 12人 | 8歲      | 8歲      |
| 2003年1月7日 | 【六期】藤本美貴                                         | 增1人 | 17.15    | 13人 | 13人 | 8歲      | 8歲      |
| 2003年1月19日 | 【六期】龜井繪里、道重沙由美、田中麗奈                   | 增3人 | 16.50    | 16人 | 16人 | 9歲      | 9歲      |
| 2003年5月5日 | 保田圭22.41歲畢業                                        | 減1人 | 16.40    | 15人 | 15人 | 8歲      | 8歲      |
| 推出單曲：由【シャボン玉】至【愛あらば IT'S ALL RIGHT】共三張 成員名單：飯田圭織(隊長)、安倍夏美、矢口真里(副隊長)、石川梨華、吉澤瞳、辻希美、加護亞依、高橋愛、紺野朝美、小川麻琴、新垣里沙、藤本美貴、龜井繪里、道重沙由美、田中麗奈                                                                                   |                                                          |       |          | 15人 | 15人 | 8歲      | 8歲      |
| 2004年1月25日 | 安倍夏美22.46歲畢業                                      | 減1人 | 16.86    | 14人 | 14人 | 8歲      | 8歲      |
| 推出單曲：【浪漫 〜MY DEAR BOY〜】與【女子かしまし物語】共兩張 成員名單：飯田圭織(隊長)、矢口真里(副隊長)、石川梨華、吉澤瞳、辻希美、加護亞依、高橋愛、紺野朝美、小川麻琴、新垣里沙、藤本美貴、龜井繪里、道重沙由美、田中麗奈                                                                                            |                                                          |       |          | 14人 | 14人 | 8歲      | 8歲      |
| 2004年8月1日 | 辻希美17.13歲、加護亞依16.48歲畢業                       | 減2人 | 17.42    | 12人 | 12人 | 8歲      | 8歲      |
| 推出單曲：【涙が止まらない放課後】與【THE マンパワー！！！】共兩張 成員名單：飯田圭織(隊長)、矢口真里(副隊長)、石川梨華、吉澤瞳、高橋愛、紺野朝美、小川麻琴、新垣里沙、藤本美貴、龜井繪里、道重沙由美、田中麗奈 |                                                          |       |          | 12人 | 12人 | 8歲      | 8歲      |
| 2005年1月30日 | 飯田圭織23.48歲畢業                                      | 減1人 | 17.64    | 11人 | 11人 | 6歲      | 6歲      |
| 推出單曲：【大阪 恋の歌】共一張 成員名單：矢口真里(隊長)、石川梨華、吉澤瞳(副隊長)、高橋愛、紺野朝美、小川麻琴、新垣里沙、藤本美貴、龜井繪里、道重沙由美、田中麗奈 （一期成員全數畢業或離隊） |                                                          |       |          | 11人 | 11人 | 6歲      | 6歲      |
| 2005年4月14日 | 矢口真里22.23歲離隊                                      | 減1人 | 17.40    | 10人 | 10人 | 4歲      | 4歲      |
| 2005年5月1日 | 【七期】久住小春                                         | 增1人 | 16.91    | 11人 | 11人 | 7歲      | 7歲      |
| 2005年5月7日 | 石川梨華20.30歲畢業                                      | 減1人 | 16.70    | 10人 | 10人 | 7歲      | 7歲      |
| 推出單曲：由【色っぽい じれったい】至【Ambitious!野心的でいいじゃん】共四張 成員名單：吉澤瞳(隊長)、高橋愛、紺野朝美、小川麻琴、新垣里沙、藤本美貴(副隊長)、龜井繪里、道重沙由美、田中麗奈、久住小春 （二期成員全數畢業或離隊）                                                                                          |                                                          |       |          | 10人 | 10人 | 7歲      | 7歲      |
| 2006年7月23日 | 紺野朝美19.21歲畢業                                      | 減1人 | 17.78    | 9人  | 9人  | 7歲      | 7歲      |
| 2006年8月27日 | 小川麻琴18.83歲畢業                                      | 減1人 | 17.75    | 8人  | 8人  | 7歲      | 7歲      |
| 推出單曲：【歩いてる】共一張 成員名單：吉澤瞳(隊長)、高橋愛、新垣里沙、藤本美貴(副隊長)、龜井繪里、道重沙由美、田中麗奈、久住小春 |                                                          |       |          | 8人  | 8人  | 7歲      | 7歲      |
| 2006年12月10日 | 【八期】光井愛佳                                         | 增1人 | 17.56    | 9人  | 9人  | 8歲      | 8歲      |
| 推出單曲：【笑顔YESヌード】與【悲しみトワイライト】共兩張 成員名單：吉澤瞳(隊長)、高橋愛、新垣里沙、藤本美貴(副隊長)、龜井繪里、道重沙由美、田中麗奈、久住小春、光井愛佳 |                                                          |       |          | 9人  | 9人  | 8歲      | 8歲      |
| 2007年3月15日 | 【八期（留學生）】李純、錢琳                             | 增2人 | 17.82    | 11人 | 11人 | 8歲      | 8歲      |
| 2007年5月6日 | 吉澤瞳22.06歲畢業                                        | 減1人 | 17.50    | 10人 | 10人 | 8歲      | 8歲      |
| 2007年6月1日 | 藤本美貴22.26歲離隊                                      | 減1人 | 17.00    | 9人  | 9人  | 7歲      | 7歲      |
| 推出單曲：由【女に 幸あれ】至【気まぐれプリンセス】共八張 成員名單：高橋愛(隊長)、新垣里沙(副隊長)、龜井繪里、道重沙由美、田中麗奈、久住小春、光井愛佳、李純、錢琳 （四期成員全數畢業或離隊） |                                                          |       |          | 9人  | 9人  | 7歲      | 7歲      |
| 2009年12月6日 | 久住小春17.39歲畢業                                      | 減1人 | 19.88    | 8人  | 8人  | 7歲      | 7歲      |
| 推出單曲：由【女が目立って なぜイケナイ】至【女と男のララバイゲーム】共三張 成員名單：高橋愛(隊長)、新垣里沙(副隊長)、龜井繪里、道重沙由美、田中麗奈、光井愛佳、李純、錢琳 （七期成員全數畢業或離隊） |                                                          |       |          | 8人  | 8人  | 7歲      | 7歲      |
| 2010年12月15日 | 龜井繪里21.98歲、李純22.93歲、錢琳19.76歲畢業            | 減3人 | 21.00    | 5人  | 5人  | 7歲      | 7歲      |
| 2011年1月2日 | 【九期】譜久村聖、生田衣梨奈、鞘師里保、鈴木香音         | 增4人 | 17.33    | 9人  | 9人  | 12歲     | 12歲     |
| 推出單曲：由【まじですかスカ！】至【この地球の平和を本気で願ってるんだよ！／彼と一緒にお店がしたい！】共三張 成員名單：高橋愛(隊長)、新垣里沙(副隊長)、道重沙由美、田中麗奈、光井愛佳、譜久村聖、生田衣梨奈、鞘師里保、鈴木香音 （八期留學生成員全數畢業或離隊）                                                         |                                                          |       |          | 9人  | 9人  | 12歲     | 12歲     |
| 2011年9月29日 | 【十期】飯窪春菜、石田亞佑美、佐藤優樹、工藤遙           | 增4人 | 16.54    | 13人 | 13人 | 13歲     | 13歲     |
| 2011年9月30日 | 高橋愛25.04歲畢業                                        | 減1人 | 15.83    | 12人 | 12人 | 11歲     | 11歲     |
| 推出單曲：【ピョコピョコ ウルトラ】與【恋愛ハンター】共兩張 成員名單：新垣里沙(隊長)、道重沙由美、田中麗奈、光井愛佳、譜久村聖、生田衣梨奈、鞘師里保、鈴木香音、飯窪春菜、石田亞佑美、佐藤優樹、工藤遙 |                                                          |       |          | 12人 | 12人 | 11歲     | 11歲     |
| 2012年5月18日 | 新垣里沙23.58歲、光井爱佳19.35歲畢業                     | 減2人 | 15.60    | 10人 | 10人 | 10歲     | 10歲     |
| 推出單曲：【One·Two·Three／The 摩天楼ショー】與【ワクテカ Take a chance】共兩張 成員名單：道重沙由美(隊長)、田中麗奈、譜久村聖、生田衣梨奈、鞘師里保、鈴木香音、飯窪春菜、石田亞佑美、佐藤優樹、工藤遙 （五期與八期成員全數畢業或離隊）                                                                                  |                                                          |       |          | 10人 | 10人 | 10歲     | 10歲     |
| 2012年9月14日 | 【十一期】小田櫻                                         | 增1人 | 15.73    | 11人 | 11人 | 10歲     | 10歲     |
| 推出單曲：【Help me!!】與【ブレインストーミング／君さえ居れば何もいらない】共兩張 成員名單：道重沙由美(隊長)、田中麗奈、譜久村聖、生田衣梨奈、鞘師里保、鈴木香音、飯窪春菜、石田亞佑美、佐藤優樹、工藤遙、小田櫻 |                                                          |       |          | 11人 | 11人 | 10歲     | 10歲     |
| 2013年5月21日 | 田中麗奈23.52歲畢業                                      | 減1人 | 15.70    | 10人 | 10人 | 10歲     | 10歲     |
| 推出單曲：由【わがまま 気のまま 愛のジョーク／愛の軍団】至【TIKI BUN／シャバダバ ドゥ～／見返り美人】共四張 成員名單：道重沙由美(隊長)、譜久村聖(副隊長)、生田衣梨奈、鞘師里保、鈴木香音、飯窪春菜(副隊長)、石田亞佑美、佐藤優樹、工藤遙、小田櫻                                                                         |                                                          |       |          | 10人 | 10人 | 10歲     | 10歲     |
| 2014年9月30日 | 【十二期】尾形春水、野中美希、牧野真莉愛、羽賀朱音       | 增4人 | 16.07    | 14人 | 14人 | 13歲     | 13歲     |
| 2014年11月26日 | 道重沙由美25.37歲畢業                                    | 減1人 | 15.69    | 13人 | 13人 | 8歲      | 8歲      |
| 推出單曲：由【青春小僧が泣いている／夕暮れ雨上がり／イマココカラ】至【冷たい風と片思い / ENDLESS SKY／One and Only】共三張 成員名單：譜久村聖(隊長)、生田衣梨奈(副隊長)、鞘師里保、鈴木香音、飯窪春菜(副隊長)、石田亞佑美、佐藤優樹、工藤遙、小田櫻、尾形春水、野中美希、牧野真莉愛、羽賀朱音 （六期成員全數畢業或離隊） |                                                          |       |          | 13人 | 13人 | 8歲      | 8歲      |
| 2015年12月31日 | 鞘師里保17.59歲畢業                                      | 減1人 | 16.67    | 12人 | 12人 | 8歲      | 8歲      |
| 推出單曲：【泡沫サタデーナイト！／The Vision／Tokyoという片隅】共一張 成員名單：譜久村聖(隊長)、生田衣梨奈(副隊長)、鈴木香音、飯窪春菜(副隊長)、石田亞佑美、佐藤優樹、工藤遙、小田櫻、尾形春水、野中美希、牧野真莉愛、羽賀朱音                                                                                           |                                                          |       |          | 12人 | 12人 | 8歲      | 8歲      |
| 2016年5月31日 | 鈴木香音17.82歲畢業                                      | 減1人 | 17.18    | 11人 | 11人 | 8歲      | 8歲      |
| 推出單曲：【セクシーキャットの演説／ムキダシで向き合って／そうじゃない】共一張 成員名單：譜久村聖(隊長)、生田衣梨奈(副隊長)、飯窪春菜(副隊長)、石田亞佑美、佐藤優樹、工藤遙、小田櫻、尾形春水、野中美希、牧野真莉愛、羽賀朱音                                                                                            |                                                          |       |          | 11人 | 11人 | 8歲      | 8歲      |
| 2016年12月12日 | 【十三期】加賀楓、橫山玲奈                               | 增2人 | 17.38    | 13人 | 13人 | 8歲      | 8歲      |
| 推出單曲：【BRAND NEW MORNING／ジェラシー ジェラシー】共一張 成員名單：譜久村聖(隊長)、生田衣梨奈(副隊長)、飯窪春菜(副隊長)、石田亞佑美、佐藤優樹、工藤遙、小田櫻、尾形春水、野中美希、牧野真莉愛、羽賀朱音、加賀楓、橫山玲奈                                                                                            |                                                          |       |          | 13人 | 13人 | 8歲      | 8歲      |
| 2017年6月26日 | 【十四期】森戸知沙希                                     | 增1人 | 17.85    | 14人 | 14人 | 8歲      | 8歲      |
| 推出單曲：【邪魔しないで Here We Go！／弩級のゴーサイン／若いんだし！】共一張 成員名單：譜久村聖(隊長)、生田衣梨奈(副隊長)、飯窪春菜(副隊長)、石田亞佑美、佐藤優樹、工藤遙、小田櫻、尾形春水、野中美希、牧野真莉愛、羽賀朱音、加賀楓、橫山玲奈、森戶知沙希                                                               |                                                          |       |          | 14人 | 14人 | 8歲      | 8歲      |
| 2017年12月11日 | 工藤遙18.12歲畢業                                        | 減1人 | 18.31    | 13人 | 13人 | 8歲      | 8歲      |
| 推出單曲：【Are you Happy?／A gonna】共一張 成員名單：譜久村聖(隊長)、生田衣梨奈(副隊長)、飯窪春菜(副隊長)、石田亞佑美、佐藤優樹、小田櫻、尾形春水、野中美希、牧野真莉愛、羽賀朱音、加賀楓、橫山玲奈、森戶知沙希 |                                                          |       |          | 13人 | 13人 | 8歲      | 8歲      |
| 2018年6月20日 | 尾形春水19.34歲畢業                                      | 減1人 | 18.92    | 12人 | 12人 | 8歲      | 8歲      |
| 推出單曲：【フラリ銀座／自由な国だから】共一張 成員名單：譜久村聖(隊長)、生田衣梨奈(副隊長)、飯窪春菜(副隊長)、石田亞佑美、佐藤優樹、小田櫻、野中美希、牧野真莉愛、羽賀朱音、加賀楓、橫山玲奈、森戶知沙希 |                                                          |       |          | 12人 | 12人 | 8歲      | 8歲      |
| 2018年12月16日 | 飯窪春菜24.11歲畢業                                      | 減1人 | 18.90    | 11人 | 11人 | 6歲      | 6歲      |
| 推出單曲：【人生Blues／青春Night】共一張 成員名單：譜久村聖(隊長)、生田衣梨奈(副隊長)、石田亞佑美(副隊長)、佐藤優樹、小田櫻、野中美希、牧野真莉愛、羽賀朱音、加賀楓、橫山玲奈、森戶知沙希 |                                                          |       |          | 11人 | 11人 | 6歲      | 6歲      |
| 2019年6月22日 | 【十五期】北川莉央、岡村譽、山﨑愛生                     | 增3人 | 18.36    | 14人 | 14人 | 9歲      | 9歲      |
| 推出單曲：由【KOKORO＆KARADA／LOVEペディア／人間関係No way way】至【Teenage Solution／よしよししてほしいの／ビートの惑星】共三張 成員名單：譜久村聖(隊長)、生田衣梨奈(副隊長)、石田亞佑美(副隊長)、佐藤優樹、小田櫻、野中美希、牧野真莉愛、羽賀朱音、加賀楓、橫山玲奈、森戶知沙希、北川莉央、岡村譽、山﨑愛生            |                                                          |       |          | 14人 | 14人 | 9歲      | 9歲      |
| 2021年12月13日 | 佐藤優樹22.60歲畢業                                      | 減1人 | 20.62    | 13人 | 13人 | 9歲      | 9歲      |
| 推出單曲：【Chu Chu Chu 僕らの未来／大・人生 Never Been Better!】共一張 成員名單：譜久村聖(隊長)、生田衣梨奈(副隊長)、石田亞佑美(副隊長)、小田櫻、野中美希、牧野真莉愛、羽賀朱音、加賀楓、橫山玲奈、森戶知沙希、北川莉央、岡村譽、山﨑愛生                                                                               |                                                          |       |          | 13人 | 13人 | 9歲      | 9歲      |
| 2022年6月20日 | 森戶知沙希22.33歲畢業                                    | 減1人 | 21.17    | 12人 | 12人 | 9歲      | 9歲      |
| 2022年6月29日 | 【十六期】櫻井梨央                                       | 增1人 | 20.85    | 13人 | 13人 | 9歲      | 9歲      |
| 推出單曲：【Swing Swing Paradise／Happy birthday to Me!】共一張 成員名單：譜久村聖(隊長)、生田衣梨奈(副隊長)、石田亞佑美(副隊長)、小田櫻、野中美希、牧野真莉愛、羽賀朱音、加賀楓、橫山玲奈、北川莉央、岡村譽、山﨑愛生、櫻井梨央 （十四期成員全數畢業或離隊）                                                            |                                                          |       |          | 13人 | 13人 | 9歲      | 9歲      |
| 2022年12月10日 | 加賀楓23.03歲畢業                                        | 減1人 | 21.08    | 12人 | 12人 | 9歲      | 9歲      |
| 2023年5月23日 | 【十七期】井上春華、弓桁朱琴                             | 增2人 | 20.79    | 14人 | 14人 | 12歲     | 12歲     |
| 推出單曲：【すっごいFEVER！／Wake-up Call～目覚めるとき～／Neverending Shine】共一張 成員名單：譜久村聖(隊長)、生田衣梨奈(副隊長)、石田亞佑美(副隊長)、小田櫻、野中美希、牧野真莉愛、羽賀朱音、橫山玲奈、北川莉央、岡村譽、山﨑愛生、櫻井梨央、井上春華、弓桁朱琴                                                        |                                                          |       |          | 14人 | 14人 | 12歲     | 12歲     |
| 2023年11月29日 | 譜久村聖27.08歲畢業                                      | 減1人 | 20.77    | 13人 | 13人 | 11歲     | 11歲     |
| 推出單曲：【なんだかセンチメンタルな時の歌／最KIYOU】共一張 成員名單：生田衣梨奈(隊長)、石田亞佑美(副隊長)、小田櫻(副隊長)、野中美希、牧野真莉愛、羽賀朱音、橫山玲奈、北川莉央、岡村譽、山﨑愛生、櫻井梨央、井上春華、弓桁朱琴                                                                                           |                                                          |       |          | 13人 | 13人 | 11歲     | 11歲     |
| 2024年12月6日 | 石田亞佑美27.91歲畢業                                    | 減1人 | 21.33    | 12人 | 12人 | 11歲     | 11歲     |
| 推出單曲：【気になるその気の歌／明るく良い子】共一張 成員名單：生田衣梨奈(隊長)、小田櫻(副隊長)、野中美希、牧野真莉愛、羽賀朱音、橫山玲奈、北川莉央、岡村譽、山﨑愛生、櫻井梨央、井上春華、弓桁朱琴 （十期成員全數畢業或離隊）                                                                                           |                                                          |       |          | 12人 | 12人 | 11歲     | 11歲     |
| 2025年7月8日 | 生田衣梨奈28.00歲畢業                                    | 減1人 | 21.63    | 11人 | 11人 | 9歲      | 9歲      |
| 推出單曲：【／】共一張 成員名單：小田櫻(副隊長)、野中美希(隊長)、牧野真莉愛(副隊長)、羽賀朱音、橫山玲奈、北川莉央、岡村譽、山﨑愛生、櫻井梨央、井上春華、弓桁朱琴 （九期成員全數畢業或離隊） |                                                          |       |          | 11人 | 11人 | 9歲      | 9歲      |

### 新增成員
| 新增成員                 | 加入途徑                                                            | 應募人數  | 加入期數   | 宣布加入日     | 初次亮相日     | 正式參與演唱會日 | 初次錄製CD發售日 |
| ------------------------ | ------------------------------------------------------------------- | --------- | ---------- | -------------- | -------------- | ---------------- | ---------------- |
| 中澤/石黑/飯田/安倍/福田 | 射亂Q搖滾歌手甄選會5位落選者                                        | -         | 一期       | 1997年8月20日  | -              | -                | 1997年11月3日    |
| 保田/矢口/市井           | 早安少女組。追加甄選會合格者                                        | 約5000名  | 二期       | 1998年5月3日   | 1998年7月12日  | 1998年7月12日    | 1998年5月27日    |
| 後藤                     | 早安少女組。第2回追加甄選會合格者                                   | 約11000名 | 三期       | 1999年8月22日  | 1999年8月23日  | 1999年9月19日    | 1999年9月9日     |
| 石川/吉澤/辻/加護        | 早安少女組。第3回追加甄選會合格者                                   | 約25000名 | 四期       | 2000年4月16日  | 2000年5月20日  | 2000年5月20日    | 2000年5月17日    |
| 高橋/紺野/小川/新垣      | 早安少女組。LOVE 甄選會 2001選出                                    | 25827名   | 五期       | 2001年8月26日  | 2001年10月21日 | 2001年10月21日   | 2001年10月31日   |
| 藤本                     | 原為個人歌手                                                        |           | 六期       | 2003年1月7日   | 2003年5月4日   | 2003年7月19日    | 2003年7月30日    |
| 龜井/道重/田中           | 早安少女組。LOVE 甄選會 2002合格者                                  | 12417名   | 六期       | 2003年1月19日  | 2003年5月4日   | 2003年7月19日    | 2003年7月30日    |
| 久住                     | 早安少女組。甄選會 2005合格者                                       | 21611名   | 七期       | 2005年5月1日   | 2005年5月6日   | 2005年7月10日    | 2005年7月27日    |
| 光井                     | 早安少女組。Happy 8期甄選會合格者                                   | 6883名    | 八期       | 2006年12月10日 | 2007年1月27日  | 2007年3月17日    | 2007年2月14日    |
| 李                       | 2006年11月淳君於北京舉行的非公開甄選會合格者                        | 不明      | 八期留學生 | 2007年3月15日  | 2007年5月6日   | 2007年7月15日    | 2007年7月25日    |
| 錢                       | 原為Hello! pro EGG成員                                              |           | 八期留學生 | 2007年3月15日  | 2007年5月6日   | 2007年7月15日    | 2007年7月25日    |
| 生田/鞘師/鈴木           | 早安少女組。9期甄選會合格者                                         | 約9000名  | 九期       | 2011年1月2日   | 2011年1月2日   | 2011年4月3日     | 2011年4月6日     |
| 譜久村                   | 原為Hello! pro EGG成員                                              |           | 九期       | 2011年1月2日   | 2011年1月2日   | 2011年4月3日     | 2011年4月6日     |
| 飯窪/石田/佐藤           | 早安少女組。10期元氣印甄選會合格者                                  | 約6000名  | 十期       | 2011年9月29日  | 2011年9月29日  | 2012年1月2日     | 2012年1月25日    |
| 工藤                     | 原為Hello! pro EGG成員 早安少女組。10期成員「元氣印」甄選會合格者   | 約6000名  | 十期       | 2011年9月29日  | 2011年9月29日  | 2012年1月2日     | 2012年1月25日    |
| 小田                     | 原為Hello! pro EGG成員 早安少女組。11期成員「素顏歌姫」甄選會合格者 | 約7000名  | 十一期     | 2012年9月14日  | 2012年9月14日  | 2013年1月2日     | 2013年1月23日    |
| 尾形/野中                | 早安少女組。12期「黃金」甄選會合格者                                | 約8000名  | 十二期     | 2014年9月30日  | 2014年9月30日  | 2015年1月2日     | 2015年4月15日    |
| 牧野/羽賀                | 以Hello! project研修生加入                                          |           | 十二期     | 2014年9月30日  | 2014年9月30日  | 2015年1月2日     | 2015年4月15日    |
| 加賀/橫山                | 原為Hello! project研修生 早安少女組。'16 新成員甄選會合格者         | 不明      | 十三期     | 2016年12月12日 | 2016年12月12日 | 2017年1月2日     | 2017年3月8日     |
| 森戶                     | 從Country Girls移籍加入                                             |           | 十四期     | 2017年6月26日  | 2017年7月15日  | 2017年7月15日    | 2017年10月4日    |
| 北川/岡村                | 早安少女組。'19「LOVE」甄選會合格者                                 | 約4500名  | 十五期     | 2019年6月22日  | 2019年7月13日  | 2019年8月24日    | 2020年1月22日    |
| 山﨑                     | 從Hello! project研修生北海道昇格                                    |           | 十五期     | 2019年6月22日  | 2019年7月13日  | 2019年8月24日    | 2020年1月22日    |
| 櫻井                     | 「早安少女組。'22」「Juice=Juice」聯合新成員甄選會合格者            | -         | 十六期     | 2022年6月29日  | 2022年7月10日  | 2022年8月27日    | 2022年12月21日   |
| 井上/弓桁                | 早安少女組。25周年紀念甄選會「開創明天的是您」合格者                | -         | 十七期     | 2023年5月23日  | 2023年6月26日  | 2023年8月23日    | 2023年8月30日    |

### 加入年齡比較
- 18歲之後才加入：中澤（24.17）、石黑（19.27）、李純（19.17）
- 未滿13歲已加入：福田（12.67）、辻（12.83）、加護（12.19）、新垣（12.85）、久住（12.79）、鞘師（12.60）、鈴木（12.41）、佐藤（12.40）、工藤（11.92）、羽賀（12.57）
- 平均加入年齡：14.88歲

早期加入的大部份成員平均年齡比較偏高，除了福田明日香、市井紗耶香和後藤真希的年齡相對較低，其後這三位成員的離隊即令早安單曲銷量急跌。
後期加入的大部份成員平均年齡則比較偏低，除了藤本美貴、兩名中國成員和飯窪春菜、加賀楓、森戶知沙希、櫻井梨央、井上春華例外。藤本美貴是首位以個人歌手的姿態加入早安的成員，李純和錢琳兩名中國成員更是早安首批非日籍成員，而森戶知沙希以姐妹團體Country Girls成員的姿態加入早安。

### 成員畢業與單曲銷量的關係
早期當有成員畢業或離隊對單曲銷量有著非常顯著的負面影響。如1999年，當時最年幼，僅14歲的其中一位主音福田明日香離隊後的單曲「真夏的光線」即獲得43%跌幅，是早安有史以來最大跌幅的單曲，雖然其後十年單曲銷量屢創新低但沒有一首跌幅比「真夏的光線」大。2000年16歲的市井紗耶香離隊後的「I WISH」亦獲得34%的跌幅。中澤裕子畢業後的「The☆Pea～ce! / 充滿愛的大宇宙」跌幅達31%。辻希美及加護亞依二人同時畢業後的「淚流不止的放學後」跌幅達28%。後藤真希畢業後的「就在這裡!」跌幅達26%。石黑彩離隊後的「戀愛熱舞站」跌幅達25%。
但後期兩者的關係並不明顯，成員畢業或離隊後銷量往往只是如常地輕微下跌，有時甚至不跌反升。例如飯田圭織畢業後的「大阪 戀之歌」跌幅僅13%。矢口真里離隊及石川梨華畢業後的「性感不已 心焦難耐」、紺野朝美及小川麻琴二人畢業後的「向前走」的銷量也是不跌反升。吉澤瞳畢業及藤本美貴離隊後的「願女人幸福」跌幅也只有17%。
由以上統計可以看出，成員畢業或離隊對銷量所造成的負面影響是非常嚴重和明顯的，至少在早期而言是如此。而畢業成員愈年幼影響也就愈明顯。

## 特色

### 團體特色
陣容變動頻繁，年齡差距最大時曾高達15歲，目前有13位成員，年齡差距11歲。原本的團員「畢業」另行出道後，再以選秀會的方式補入新人，可說是東京勁舞娃娃（1990年-1996年）的翻版（早安所隸屬的Hello! Project的資深成員之一稻葉貴子在未加入太陽與月亮之前，是東京勁舞娃娃關聯團體大阪勁舞娃娃的成員）。此外由於成員數量多，除了一同演唱的歌曲外，也經常分割為較小的次團體如：蒲公英、小早安、迷你早安、櫻花組、乙女組等，讓這些次團體單獨推出單曲甚至互相競爭，是該團頗為特殊的地方。
每次選秀會皆有數以萬計的參賽者競逐新成員之位，競爭十分激烈。亦有不少「滄海遺珠」被其他唱片公司賞識而進入樂壇，其中廣為人知的包括倉木麻衣、倖田來未（當時以本名“神田來未子”參加）、嘉陽愛子、柏木由紀等。在各期選秀會中，有七位原先落敗的參賽者藤本美貴、里田舞、齋藤美海、三好繪梨香、吉川友、宮崎由加和植村あかり之後被UFA收納。其中藤本美貴先以個人歌手身份出道，後於2003年初加入早安成為第六期成員之一；里田舞和齋藤美海則先後加入Hello! Project的鄉村少女組；三好繪梨香加入Hello! Project的美勇傳；吉川友以個人歌手身份出道；宮崎由加和植村あかり加入Juice=Juice。另外有落敗的Hello! Project 研修生參賽者宮本佳林之後加入Hello! Project的團體Juice=Juice。牧野真莉愛與羽賀朱音均在落敗後先被收納為研修生，再於2014年加入早安成為第十二期成員之一。森戸知沙希則是落敗後先加入Country Girls，再於2017年移籍早安作為第十四期唯一成員加入。

### 與Hello! Project的關係
早安少女組。實際上是女子偶像品牌Hello! Project旗下其中一個女子偶像團體，因此成員即使已經從早安畢業，在一般情況下亦會被收編回Hello! Project之內，成為其個人歌手，例子包括中澤裕子、後藤真希、保田圭、安倍夏美、飯田圭織和吉澤瞳，即使如出國留學的小川麻琴亦繼續保留為Hello! Project的一員。於2009年3月31日，其時仍屬於Hello! Project的早安畢業成員從Hello! Project集體畢業，自此之後的成員除了光井愛佳外，畢業時會同時從Hello! Project畢業，例如高橋愛、新垣里沙、田中麗奈和久住小春等。
另有一些畢業成員則會被安排組成另一組合，如辻希美和加護亞依的W，石川梨華與兩位新人三好繪梨香和岡田唯組成的美勇傳。她們同樣被編進Hello! Project之內。
有一些於2009年3月31日前離隊的成員亦同時脫離Hello! Project，例子包括市井紗耶香和紺野朝美。早期成員福田明日香和石黑彩離隊時由於Hello! Project仍未成立，故一直沒有成為Hello! Project的成員。
| 前輩指導後輩的傳統，以下所列為擔任此職務者。 - 2期：(制度還未建立) - 3期：市井紗耶香 - 4期：保田圭→石川梨華、矢口真里→吉澤瞳、飯田圭織→辻希美、後藤真希→加護亞依 - 5期：(無) - 6期：(無) - 7期：道重沙由美 - 8期：(無) - 9期：光井愛佳 - 10期：光井愛佳 - 11期：(無) - 12期：飯窪春菜[並由生田衣梨奈監督] - 13期：工藤遙 - 14期：(無) - 15期：加賀楓、橫山玲奈 - 16期：野中美希 - 17期：羽賀朱音 1999年9月9日，單曲《LOVE MACHINE》推出，單曲封面由當時8位成員分別站成前後兩行排列拍攝。其後六年間，8位成員相繼離隊的次序是「石黑→市井→中澤→後藤→保田→安倍→飯田→矢口」，非常巧合地順著她們在單曲封面上的排列次序：由右而左、由上而下，後來被粉絲稱為「LM法則」（ラブマの法則）。 下圖為「LOVE MACHINE」封面中八位成員的個別位置： \| 飯田 \| 保田 \| 中澤 \| 石黑 \| \| 矢口 \| 安倍 \| 後藤 \| 市井 \| - 首創「」的文化，請參考Hello! Project#歌迷特性。 1. 2. 3. 4. 5. 6. 7. 8. 9. 10. 11. 12. 13. 14. 15. 16. 17. 18. 19. 20. 21. 22. 23. 24. 25. 26. 27. 28. 29. 30. 31. 32. 33. 34. 35. 36. 37. 38. 39. 40. 1. 2. 3. 4. 5. 6. 7. 8. 9. |      |      |      |
| 飯田 | 保田 | 中澤 | 石黑 |
| 矢口 | 安倍 | 後藤 | 市井 |

## 外部連結
- http://www.helloproject.com/morningmusume/ （页面存档备份，存于） - ハロー!プロジェクト オフィシャルサイト
- http://www.up-front-works.jp/artist/morningmusume/ （页面存档备份，存于） - UP-FRONT WORKS
- https://www.up-fc.jp/helloproject/member/morning/ （页面存档备份，存于） - ハロー!プロジェクト オフィシャルファンクラブ
- YouTube上的モーニング娘。'25頻道
- モーニング娘。'25マネージャー的X（前Twitter）
- モーニング娘。'25的Instagram帳戶
- モーニング娘。'25的Facebook專頁
- モーニング娘。'14的MySpace主頁
- Produce Work （页面存档备份，存于） - つんく♂オフィシャルウェブサイト